# 94 Pułk Piechoty (LWP)
94 pułk piechoty (94 pp) – oddział piechoty ludowego Wojska Polskiego.

## Formowanie i zmiany organizacyjne
Pułk został sformowany w 1951, w garnizonie Morąg, według etatu Nr 2/130 o stanie 1234 żołnierzy i 31 pracowników cywilnych. Podstawą formowania jednostki był rozkaz Nr 0043/Org. Ministra Obrony Narodowej z dnia 17 maja 1951. Początkowo pułk wchodził w skład 22 Dywizji Piechoty, a z dniem 2 września 1952 został podporządkowany dowódcy 15 Dywizji Piechoty. W 1955 oddział został przeformowany w 94 pułk zmechanizowany.
Tradycje pułku kultywowała 16 Pomorsko-Warmińska Brygada Zmechanizowana im. Hetmana Wielkiego Koronnego Stanisława Koniecpolskiego.

## Skład organizacyjny
Według etatu Nr 2/130 
dowództwo i sztab
- 2 bataliony piechoty
- batalion szkolny
- artyleria pułkowa
  - bateria 76 mm armat przeciwpancernych
  - bateria artylerii pancernej a. 2 plutony ogniowe a. 2 działa SU-76
  - bateria moździerzy
- kompania przeciwlotnicza a. 3 plutony przeciwlotniczych wkm
- kompania łączności
- kompania gospodarcza
- pluton saperów

## Przekształcenia
94 pułk piechoty →  94 pułk zmechanizowany → 37 pułk zmechanizowany → 43 Ośrodek Materiałowo-Techniczny → 16 Brygada Zmechanizowana → 16 batalion zmechanizowany 20 Bartoszyckiej Brygady Zmechanizowanej (JW 1248)